# Elisa Ferreira
Elisa Maria da Costa Guimarãés Ferreira (Porto, 17 d'octubre de 1955) és una economista i política portuguesa, sotsgovernadora del Banc de Portugal des de 2017. Va ser diputada al Parlament Europeu entre 2004 i 2016. Anteriorment va estar al capdavant dels ministeris de Medi ambient (1995-1999) i d'Obres Públiques (1999-2001) durant els governs d'António Guterres.
Des de desembre de 2019 fa part de la Comissió Von der Leyen on dirigeix la cartera de «Cohesió i Reformes».

## Biografia
Va néixer el 17 d'octubre de 1955 a Porto. Es va llicenciar en Economia per la Universitat de Porto en 1977; posteriorment va ampliar els seus estudis amb un títol de màster a la Universitat de Reading en 1981, doctorant-se en Economia al mateix centre en 1985.

## Trajectòria professional
Ferreira va exercir de ministra de Medi ambient del primer govern de Portugal presidit per António Guterres, entre 1995 i 1999. Posteriorment va exercir de ministra d'Obres Públiques al segon govern Guterres constituït a l'octubre de 1999. Va ser Diputada en l'Assemblea de la República pel Partit Socialista (PS) després de les eleccions legislatives de 2002.
Va ser candidata a la presidència de la Càmera Municipal de Porto del PS en les eleccions autàrquiques d'octubre de 2009, Ferreira, no afiliada llavors al PS (la seua trajectòria ministerial havia estat igualment com a independent), no va arribar a aconseguir desbancar al candidat del PSD Rui Rio. No obstant això, va ser nomenada administradora del Banc de Portugal (BdP); al setembre de 2017 es va convertir en sotsgovernadora de l'entitat.

### Unió Europea

#### Parlament Europeu
Ferreira es va presentar com a candidata a eurodiputada de cara a les eleccions europees a Portugal de 2004, va resultar triada membre del Parlament Europeu, renovant el seu escó en les eleccions de juny de 2009.
Va renovar per un tercer mandat com a eurodiputada en les eleccions de 2014, causant baixa en 2016.

#### Comissió Europea
Al desembre de 2019 va entrar en funcions la Comissió Von der Leyen, en la qual Ferreira ocupa la cartera de Cohesió i Reformes. El mes següent, la portuguesa va presentar davant el Parlament d'Estrasburg les iniciatives per a un “Fons de Transició Justa i un Pla d'Inversions Sostenibles per a Europa”. L'objectiu principal és mobilitzar un bilió d'euros amb vista a aconseguir un continent neutre en emissions de carboni en 2050, en el marc del Pacte Verd Europeu.
A mitjan març de 2020, després de la pandèmia de malaltia per coronavirus a Europa, Ferreira va enviar cartes a tots els Estats membres de la Unió Europea per informar-los sobre el suport individual que poden rebre en virtut de la Iniciativa d'Inversió de Resposta Coronavirus (CRII).

## Condecoracions
- Gran Creu de l'Orde militar de Crist (2005)[10]